# Choir! Choir! Choir!
Choir! Choir! Choir! es un coro musical canadiense, con sede en Toronto, Ontario. En vez de optar por un modelo organizativo tradicional, el coro está estructurado como un grupo de participación abierta donde cualquiera que quiera acudir a un evento del coro es bienvenido y puede formar parte de la actuación del coro.
El grupo fue fundado en 2011 por Daveed Goldman y Nobu Adilman, inicialmente para un evento único: la fiesta de cumpleaños de Matt Murphy. Se reúne en el pub Clinton's en Toronto dos veces por semana. Cada actuación gira en torno a una sola canción y empieza con Goldman y Adilman enseñando el arreglo musical a los participantes. Después termina con la interpretación en directo de la canción.
El coro logró la atención de los medios de comunicación por varias de sus actuaciones en 2016. Su versión de la canción "Space Oddity" de David Bowie, realizada en la Galería de Arte de Ontario seis días después de la muerte de Bowie, se volvió viral en Internet. A raíz de esa actuación, el coro fue invitado a actuar en dos conciertos de homenaje a Bowie en la ciudad de Nueva York, uno en el Carnegie Hall y otro en el Radio City Music Hall. La versión del coro de la canción "When Doves Cry" de Prince en mayo el año 2016 atrajo a 1.999 participantes en la sala de conciertos Massey Hall. El 25 de mayo de 2016 el coro versionó la canción "Ahead by a Century" de The Tragically Hip tras el anuncio la semana anterior por parte de su cantante Gordon Downie de que había sido diagnosticado de cáncer de cerebro terminal. El 19 de junio de 2016 versionaron "True Colors" de Cyndi Lauper en la Plaza Nathan Phillips, en una vigilia conmemorativa por la masacre de la discoteca Pulse de Orlando.
En diciembre de 2015 versionaron la canción "Imagine" de John Lennon con el objetivo de recaudar fondos para ayudar a los refugiados sirios. El evento logró recaudar suficiente dinero para poder apoyar a dos familias completas. En el mismo mes, colaboraron con BADBADNOTGOOD para cantar el villancico "Christmas Time Is Here".
El coro también ha actuado como teloneros de Patti Smith y Jay Leno, así como de coro del dúo canadiense Tegan y Sara.
El 24 de octubre de 2017, realizaron un homenaje público en la Plaza Nathan Phillips al cantante Gordon Downie, quien había fallecido una semana antes. En esta ocasión la actuación incluyó varias canciones del grupo The Tragically Hip en lugar de una única canción. Entre otras, cantaron "Ahead by a Century", "Bobcaygeon", "Courage (for Hugh MacLennan)" y "Poets".
En enero de 2018, Goldman y Adilman se unieron a David Byrne para realizar un homenaje conjunto en Nueva York interpretando el clásico "Heroes" de David Bowie.
El 11 de octubre de 2018, seis días antes del primer aniversario de la muerte de Downie, Johnny Fay y Rob Baker, miembros de la banda The Tragically Hip se unieron a Choir! Choir! Choir! en Yonge-Dundas Square para interpretar juntos la canción "Grace, Too" de Tragically Hip.
El 5 de abril de 2019, Choir! Choir! Choir!  interpretó "Here Comes the Sun" de The Beatles en la Plaza Nathan Phillips con el fin de apoyar la campaña contra el cáncer en Canadá.
En marzo de 2020, durante la pandemia de COVID-19, los organizadores anunciaron que realizarían un evento virtual a través de Internet donde cantarían canciones como "Stand By Me", "You've Got a Friend", "Space Oddity", "Wish You Were Here" "Lean on Me","With a Little Help From My Friends" y " I'll Be There for You ".